# Rifugio Villetta Maria
Il Rifugio Villetta Maria (in ladino Ciamp Trusan) si trova sulla strada di Pian Trevisan a Canazei (TN) a 1680 m di altitudine.

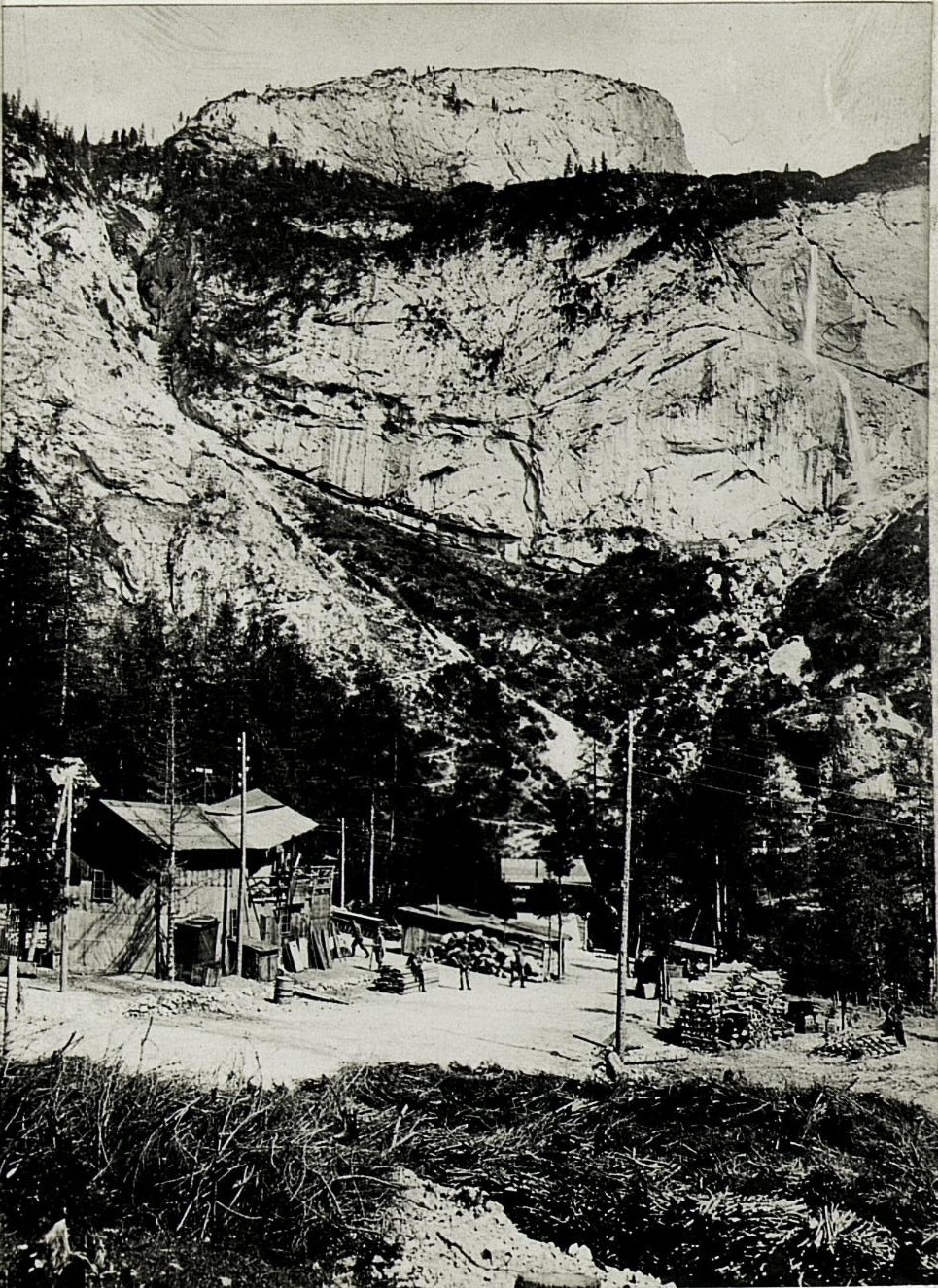
Pian Trevisan, strada per raggiungere il Rifugio Villetta Maria

 Il rifugio è stato costruito durante la prima guerra mondiale dai prigionieri di guerra russi, si trovava in zona austriaca e serviva come baracca di guerra.
A seguito dell'incendio del 1987, il rifugio è stato ricostruito ed oggi viene utilizzato come hotel. 

## Itinerario
La strada di Pian Trevisan, sulla quale si trova il Rifugio Villetta Maria, è la sede del più importante centro delle retrovie del fronte della Marmolada, è in comunicazione con il Passo Fedaia e dall'altra con il Gran Poz e la Marmolada. 
I passaggi che permettono queste comunicazioni sono stati costruiti dai prigionieri di guerra russi.
Dal rifugio Viletta Maria, partono due sentieri che portano al Lago Fedaia e al rifugio Pian dei Fiacconi.

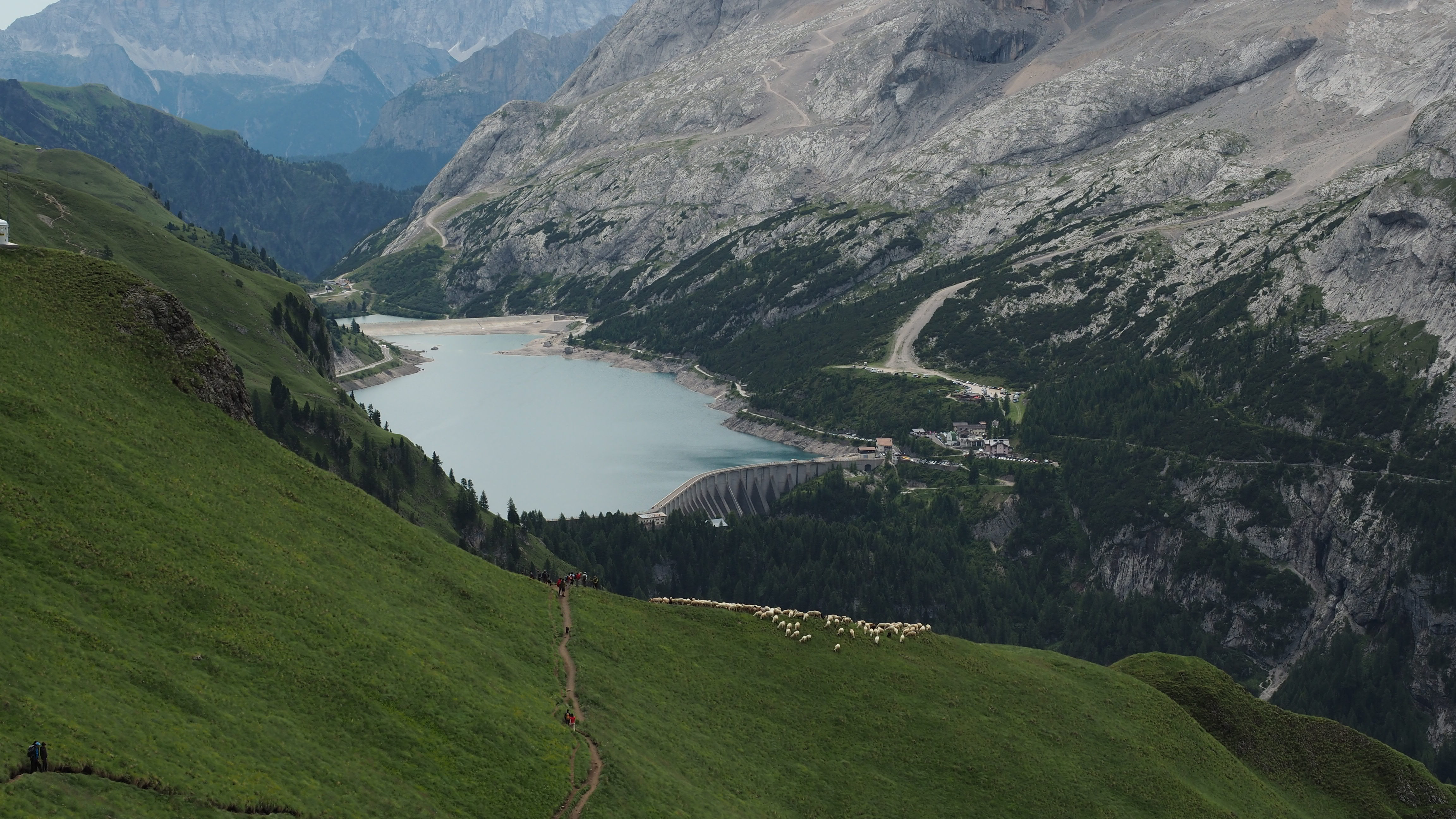
Lago di Fedaia, luogo di arrivo seguendo il sentiero della Fedaia

Il primo, chiamato il Sentiero della Fedaia, parte dal rifugio Villetta Maria, seguendo la "Via Neva", risale l’erta rampa segnata dalle stazioni della Via Crucis e prosegue al Col di Ciampiè. Lungo il sentiero si trovano delle tabelle commemorative a ricordo dei reparti austriaci e tedeschi che presidiavano questo settore. Nella zona denominata Pozes ci sono altre due targhe commemorative, una delle quali dedicata ad una compagnia di elettricisti.
Il sentiero arriva presso la diga del lago artificiale Fedaia.
Il secondo sentiero, chiamato la Via de Rusci, costruito dai prigionieri di guerra russi, sale lungo il versante nord della Marmolada, dove per alcuni tornanti è possibile visitare le strade create durante la Grande Guerra. 
Usciti dal tratto di sentiero all'interno del bosco, si giunge al Col de Bousc, dove si trovano resti di pietre utilizzate nella prima guerra mondiale. 
Proseguendo un sentiero in salita si raggiunge il rifugio Pian dei Fiacconi.

## Storia
In seguito alla Grande guerra molti luoghi in Trentino sono stati denominati in ricordo dei principali popoli protagonisti di questo evento.
Nel Dizionario Toponomastico Trentino sono citati con gli aggettivi in forma dialettale (taliani, todeschi, rusci, serbi, bosniaci) sia manufatti come strade, ponti o trincee, edificati durante gli anni della Grande Guerra, che prati, boschi, cime montuose o sentieri.
Questi microtoponimi sono presenti su tutto il territorio Trentino tranne che nella Valsugana, nella Valle di Primiero e nella Valle del Chiese.
I prigionieri russi vennero utilizzati dall'Esercito austro-ungarico durante la prima guerra mondiale per trasportare tonnellate di materiale, costruire funicolari e strade nel territorio del Tirolo meridionale.
Per l'Impero austro-ungarico mantenere i prigionieri costituiva un problema economico, ma furono, allo stesso tempo, necessari per colmare le carenze di manodopera nelle retrovie e nella coltivazione dei campi.
La presenza dei prigionieri sul territorio creò incontri e rapporti sociali con la popolazione locale e con i soldati austro-ungarici. Questi incontri furono contrassegnati da sentimenti contrastanti che andavano dalla paura e dall'odio all'amicizia e alla gratitudine. La fame e la situazione di bisogno portò prigionieri, popolazione locale e soldati austro-ungarici a dipendere l'uno dall'altro.

## Incendio del 1987
Il Rifugio Villetta Maria nel 1987 subì un incendio nel quale morì Erminio Dezulian, nato nel 1900, guida alpina e capo soccorritore di Canazei, dove viveva dal 1932. 
Sopravvissero all’incendio il figlio Mauro Dezulian, la nuora Daniela, la nipotina Eva di 3 anni e le cameriere Cristina Stedile di Bressanone e Gianna De Col di Belluno.